# 3666 Голман
3666 Го́лман (3666 Holman) — астероїд головного поясу, відкритий 19 квітня 1979 року.
Тіссеранів параметр щодо Юпітера — 3,203.